# 5日
5日（いつか、ごにち）は、暦上の各月における5日目である。
各月の5日については下記を参照。
- 1月5日 - 1月5日 (旧暦)
- 2月5日 - 2月5日 (旧暦)
- 3月5日 - 3月5日 (旧暦)
- 4月5日 - 4月5日 (旧暦)
- 5月5日 - 5月5日 (旧暦)
- 6月5日 - 6月5日 (旧暦)
- 7月5日 - 7月5日 (旧暦)
- 8月5日 - 8月5日 (旧暦)
- 9月5日 - 9月5日 (旧暦)
- 10月5日 - 10月5日 (旧暦)
- 11月5日 - 11月5日 (旧暦)
- 12月5日 - 12月5日 (旧暦)

## 記念日・年中行事
- 五十日（ 日本） ※5か0のつく日および月末
- 水天の縁日（ 日本）※1日・5日・15日
- ノー・レジ袋の日（ 日本）
日本チェーンストア協会が2002年10月から実施。